# Lingua diula
La lingua diula o dioula, chiamata anche jula o dyula, è una lingua mandingo parlata in Burkina Faso, in Costa d'Avorio e in Mali.
Al 2022, è parlata da 12,5 milioni di parlanti totali.

## Distribuzione geografica
Secondo l'edizione 2009 di Ethnologue, il diula era parlato da un milione di persone in Burkina Faso, stanziate nelle province di Comoé, Houet, Kénédougou e Léraba. Altri 179000 locutori si trovano nel nord della Costa d'Avorio e 50000 in Mali.

## Classificazione
Il diula appartiene al ramo mandingo della famiglia delle lingue mande. Assieme alla lingua bambara, forma le lingue bamana, o diula-bambara.

## Sistema di scrittura
Per la scrittura si utilizzano l'alfabeto latino e l'alfabeto arabo.